# Populierenlaan bij zonsondergang
Populierenlaan bij zonsondergang is een schilderij van de Nederlandse kunstschilder Vincent van Gogh, in olieverf op doek, 45,8 bij 32,2 centimeter groot. Het werd geschilderd in november 1884 te Nuenen en toont een vrouw in de verte op een zandpad met aan weerszijden populieren bij valavond in het herfstseizoen. Het werk bevindt zich in het Kröller-Müller Museum te Otterlo.
Van 1883 tot 1885 woonde Vincent Van Gogh bij zijn ouders in Nuenen in Nederland. Op 13 of 14 november 1884 schilderde hij er in de Weverstraat dit relatief kleine werk. Het contrast tussen het silhouet van de vrouw en de feloranje zon symboliseert dat een ieder ooit aan hun einde zal komen, want de zon gaat voor iedereen ooit voorgoed onder. Populierenlaan in de herfst is een ander vergelijkbaar schilderij van zijn hand uit die periode. De herfst was Van Goghs favoriete seizoen om te schilderen.